# 越谷治
越谷治（こしがや オサム、1971年 - ）、日本小説家。

## 生平
越谷治出生於東京足立區，一歲時搬到埼玉縣越谷市。春日部共栄高等学校。越谷治就讀於春日部共栄高等学校、學習院大學經濟系，大四年輟學，開始過著一邊寫作、一邊在麥當勞打工的生活。29歲時完成《公寓與鬼與換裝娃娃》（アパートと鬼と着せ替え人形），並入圍日本奇幻小說大賞決選。2004年，他以《Bonus Track》榮獲日本奇幻小說大賞優秀賞，而正式出道。 
2008年，越谷治完成愛情小說《向陽處的她》（陽だまりの彼女），大獲讀者好評，銷售量達到一百萬冊。贏得啟文堂「推薦文庫大賞」，也被改編拍成電影。

## 作品
- 《ボーナス・トラック》（2004年12月 新潮社 / 2010年7月 創元推理文庫）
- 《樓梯中段的Big Noise》（階段途中のビッグ・ノイズ）（2006年10月 幻冬舎 / 2010年5月 幻冬舎文庫）
- 《向陽處的她》（陽だまりの彼女）（2008年4月 新潮社 / 2011年6月 新潮文庫）
- 《天空色記憶》（空色メモリ）（2009年11月 東京創元社 / 2012年6月 創元推理文庫）
- 《星期五的笨蛋》（金曜のバカ）（2010年1月 角川書店 / 2012年11月 角川文庫）

## 私生活
越谷治未婚。

## 外部連結
- 越谷治的X（前Twitter）